# 纳语组
纳语组是汉藏语系一支，包含纳西语、摩梭语、木里水田话（拉热话）、史兴语和纳木依语。人们将其划入缅彝语群或羌语支。

## 分类

### Lama (2012)
Lama (2012)的纳语组分类方案如下，他将纳语组归入缅彝语群。
- 纳木依语(næ55 mu33 zɿ31)
- 纳西语(nɑ21 ɕi33)
  - 摩梭语
  - 等等
    - Naru
    - 标准纳西语

Lama (2012)给出下列原始彝语至纳语组语言的音变。
- *sn > ȵ-
- *pw- > b-, ʁ-

### 向柏霖 & Michaud (2011), 布拉德利 (2008), Chirkova (2012)
向柏霖 & Alexis Michaud (2011)认为纳语组属于羌语支、不属于缅彝语群。:468-498大卫·布拉德利 (2008)也支持这一观点。
- 纳木依语
- 史兴语
- 纳西语组
  - 纳西语
  - 摩梭语
  - 拉热语

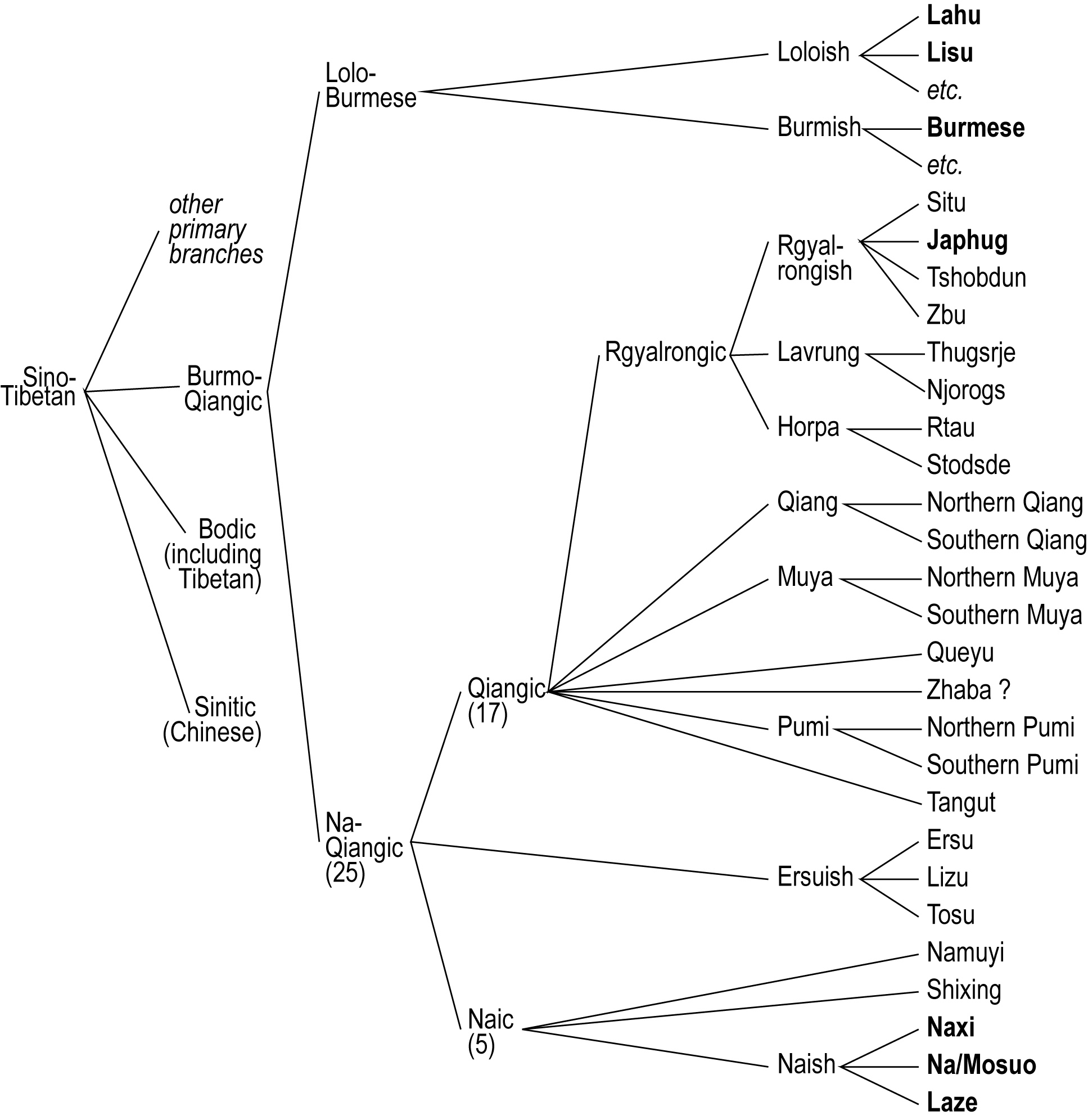
未定的汉藏语系系统发生树，据Jacques & Michaud (2011)

争论主要是在与羌语支同源的词上，这些词因为纳语组经历的高度音系简化而难以检测到，但可以通过词汇对应系统地检查出来。构拟嘉绒语支和羌语支其他语言祖语的工作和辨明同源词的工作相辅相成。例如，原始纳语*-o同时对应原始嘉绒语*-o和*-aŋ，展现闭音节和开音节的合流。
Chirkova (2012):133-170坚信“史兴语展现出所有语言学系统上和纳语组语言的高度相似，和当地语言没有比较相似性”:170。在详细比较之后，作者总结道“史兴语可被假设为是纳语组语言，经历了可观的重构”:157。

### Lidz (2010)
Lidz (2010)的纳西语分类如下，但没有说明它们属于汉藏语系的哪个支系。Lidz注释到，西部方言自称“纳西”，东部方言自称“纳”。Lidz (2010)还注意到四川的东部方言使用者被中国政府划为蒙古族。没有考虑纳木依语和史兴语。
纳(西)语
- 西部(纳西语)
  - 保山州
  - 大研镇
  - 丽江
- 东部(纳语)
  - 宁蒗/北渠
  - 永宁
  - 瓜别